# Isovaara
Isovaara este o arie protejată (arie specială de conservare — SAC, sit de importanță comunitară — SCI) din Suedia întinsă pe o suprafață de 219 ha, integral pe uscat.

## Localizare
Centrul sitului Isovaara este situat la coordonatele 66°22′34″N 23°37′44″E / 66.3762°N 23.629°E.

## Înființare
Situl Isovaara a fost declarat sit de importanță comunitară în decembrie 1995 pentru a proteja 2 specii de plante. Situl a fost protejat și ca arie specială de conservare în martie 2011.

## Biodiversitate
Situată în ecoregiunea boreală, aria protejată conține 3 habitate naturale: Taiga vestică, Mlaștini turboase de tranziție și turbării mișcătoare, Mlaștini împădurite.
La baza desemnării sitului se află mai multe specii protejate de  plante (2): Calypso bulbosa, Meesia longiseta.